# Sint-Maartensdal 5
Das Sint-Maartensdal 5, auch Sint-Maartensdal Blok 5, ist ein Wohnturm in der belgischen Stadt Löwen, Hauptstadt der Provinz Flämisch-Brabant. Das Gebäude ist Teil des Sint-Maartensdal-Komplexes, ein Gebäudekomplex aus insgesamt sieben Wohntürmen, wovon drei die 50-Meter-Marke überschreiten. Der Komplex befindet sich unweit der Innenstadt.

## Geschichte
Der Turm hat eine Höhe von 115 Metern. Die eigentliche Dachhöhe des Turms beträgt 60,58 Meter, jedoch wurde auf Drängen des Architekten Renaat Braem auf dem Dach eine 45 Meter hohe Antenne angebracht. Diese Antenne war weder in der Bauplänen vorgesehen, noch lag eine Baugenehmigung für die Montage des Gebäudeteils vor. Es ist das höchste Gebäude in Löwen und in Flämisch-Brabant. Trotz seiner Höhe wird es nicht als höchstes Wohngebäude angesehen, da in diesem Fall die Dachhöhe als maßgebend gilt. Es ist dennoch eines der höchsten Gebäude in Belgien und war bei seiner Fertigstellung nach dem Centre International Rogier das zweithöchste Hochhaus des Landes.
2002 wurde der gesamte Komplex grundlegend renoviert.